# Landauer-Haus (Krumbach)

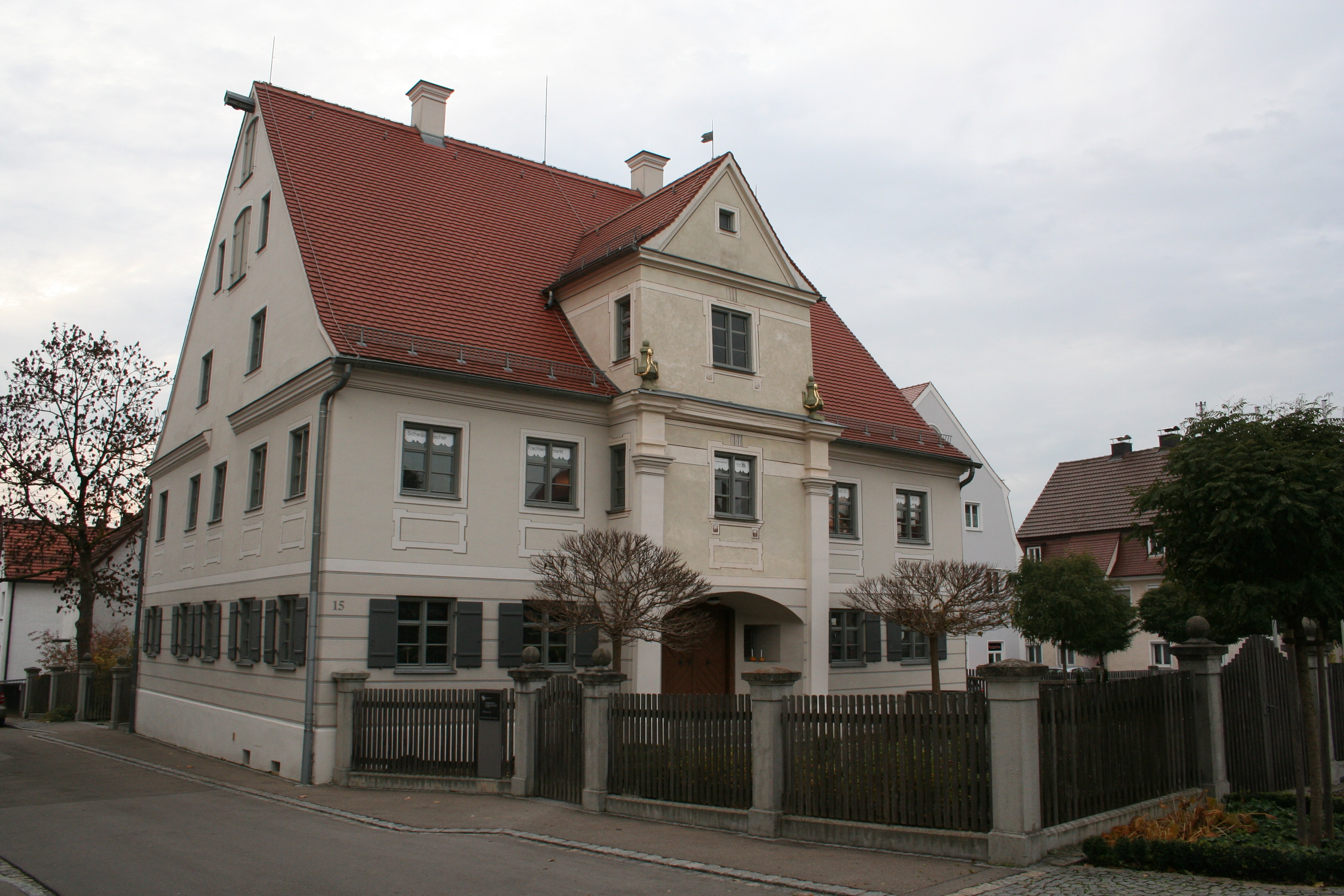
Das Landauer-Haus in Krumbach

Das Landauer-Haus ist ein denkmalgeschütztes Gebäude in Hürben, dem östlichen Teil Krumbachs, das heute die Trachtenkultur-Beratung Bezirk Schwaben beherbergt. Benannt ist das Haus nach dem Rosshändler Löb Raphael Landauer. Das denkmalgeschützte Haus ist noch weitgehend im Originalzustand und eines der wenigen erhaltenen jüdischen Wohnhäuser.

## Lage
Das Gebäude liegt an der Kreuzung der Bundesstraße 300 nach Augsburg  mit der von Günzburg nach Mindelheim führenden Bundesstraße 16. 
Früher bildete das Haus zusammen mit dem Gasthof Adlerbrauerei (→ siehe: Liste der Baudenkmäler in Krumbach (Schwaben): Augsburger Straße 40) und dem Rixner-Haus (→ Hürbener Straße 32) den Ortsmittelpunkt des bis 1902 eigenständigen Dorfes Hürben.

## Baubeschreibung
Das Landauer-Haus, ein Satteldachbau, wurde im Jahr 1801 als Wohnhaus erbaut. Das besondere an dem Zwerchhaus (Sukka-Giebel) ist, dass im dreistöckigen Dachgeschoss noch eine Laubhütte vorhanden ist. Einige Elemente der Fassade erinnern an Gebäude, die von Joseph Dossenberger errichtet wurden. Das Haus ist aufgrund seines Erhaltungszustands neben dem Rixner-Haus und dem Gebäude des Mittelschwäbischen Heimatmuseums (→ Heinrich-Sinz-Straße 5) eines der Kulturdenkmale in Schwaben.
Vor der in den Jahren 1997–99 stattfanden Sanierung war die Bausubstanz des Gebäudes stark gefährdet. Seitdem beherbergt das Haus die Trachtenkultur-Beratung Bezirk Schwaben.